# Aloe erensii
Aloe erensii é uma espécie de liliopsida do gênero Aloe, pertencente à família Asphodelaceae.